# Signau (quận)
Quận Signau (tiếng Đức: Amtsbezirk Signau; tiếng Pháp: District de Signau) là một quận hành chính cũ thuộc bang Bern, Thụy Sĩ. Signau có diện tích 320 km², dân số theo thống kê của cục thống kê Thụy Sĩ năm 1999 là 24.815 người. Thủ phủ đóng ở Signau. Mã bưu chính là 223.
Sau ngày 1 tháng 1 năm 2010, quận này sáp nhập vào hạt Emmental, thuộc vùng lãnh thổ Emmental-Oberaargau.